# Pseudomussardia congoensis
Pseudomussardia congoensis är en skalbaggsart som beskrevs av Stefan von Breuning 1974. Pseudomussardia congoensis ingår i släktet Pseudomussardia och familjen långhorningar. Inga underarter finns listade i Catalogue of Life.